# Chlorogomphus kitawakii
Chlorogomphus kitawakii är en trollsländeart som beskrevs av Karube 1995. Chlorogomphus kitawakii ingår i släktet Chlorogomphus och familjen kungstrollsländor. IUCN kategoriserar arten globalt som otillräckligt studerad. Inga underarter finns listade i Catalogue of Life.